# Esborrador de pissarra

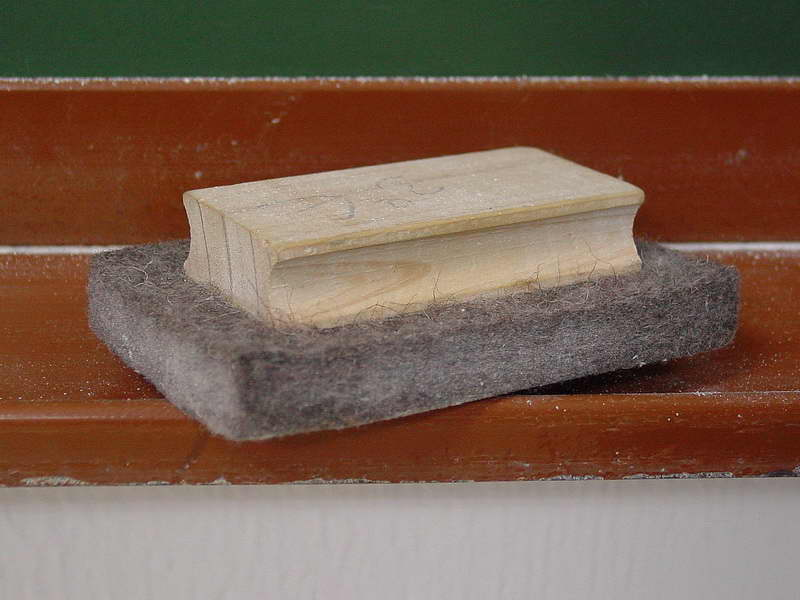
Esborrador de pissarra negra

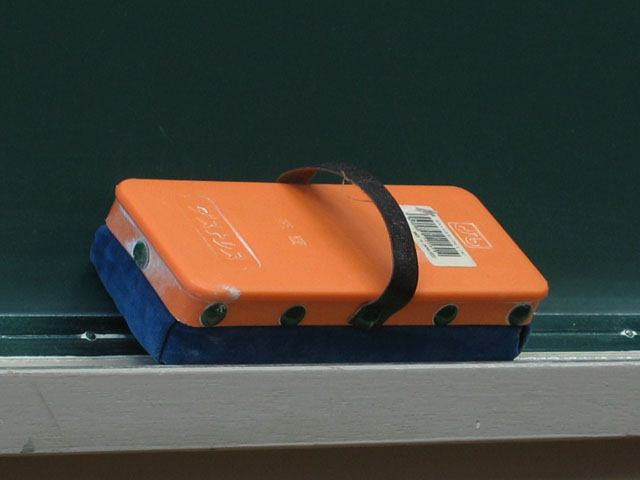
Esborrador de pissarra blanca

Un esborrador de pissarra és un estri que s'utilitza principalment per esborrar les traces de guix o de retolador de les pissarres. Un esborrador consisteix en un bloc de fusta com a mànec al qual s'adjunta un petit coixí de feltre.
El esborradors de feltre amb mànec van ser inventats cap al 1863 per John L. Hammett, propietari d'algunes botigues que venien i creaven productes escolars a Rhode Island i després a Boston. S'hi venien pissarres, així com guixos, etc. i ho va fer per substituir els "draps tallats per aquest ús" o fins i tot "draps vells" que es feien servir per esborrar i eliminar les marques de guix de les pissarres de les escoles, oficines i altres llocs.
Atès que l'esborrador s'utilitza per fregar la pissarra i treure el guix, aquest, s'enganxa al feltre de l'esborrador, Per a netejar-lo i treure la pols de guix, es pot utilitzar un drap humit, tot i que sovint es neteja colpejant la part de feltre de l'esborrador amb un regle, com també es pot colpejar contra una paret, Amb qualsevol d'aquest sistemes queda la pols eliminada de l'esborrador, però cal tenir en compte que inhalar aquesta pols és dolent per a les vies respiratòries així que es recomana fer-ho a l'exterior.
Pissarra blanca: Com a alternativa a les pissarres tradicionals, actualment, se sol utilitzar una pissarra blanca que fa servir retoladors i un altre tipus d'esborrador semblant a una esponja.
Actualment substituint a les pissarres, hi ha les  pissarres digitals, pissarras interactives que es poden controlar amb un ordinador i que no necessiten l'esmentat esborrador per netejar-les. D'altra banda, sovint s'utilitza una pantalla i un projector.